# رزدنت إيفل أوت بريك
 رزدنت إيفل أوت بريك (بالإنجليزية:Resident Evil Outbreak)  هي لعبة من نوع رعب البقاء صدرت في عام 2003 لـ بلاي ستيشن و هي من تطوير ونشر شركة كابكوم . تحتوي اللعبة على إمكانية اللعب عبر الإنترنت .

## القصة
القصة تدور بعد تفشى الفيروس تي في مدينة الراكون
هناك 5 سيناريوهات في هذه اللعبة :
- تفشي
- أقل من نقطة التجمد
- الخلية
- هيلفاير
- القرارات الأخيرة

## وصلة خارجية
- رزدنت إيفل أوت بريك على موقع IMDb (الإنجليزية)

- رزدنت إيفل أوت بريك على موبي غيمز